# Cerodirphia araguensis
Cerodirphia araguensis är en fjärilsart som beskrevs av Lemaire 1971. Cerodirphia araguensis ingår i släktet Cerodirphia och familjen påfågelsspinnare. Inga underarter finns listade i Catalogue of Life.